# Eaudonne
L'Eaudonne, ou l'Eau Donne, est un ruisseau français qui coule en région Occitanie, dans le département de la Haute-Garonne. C'est un affluent direct de la Garonne en rive droite.

## Géographie
Selon le Sandre, l'Eaudonne prend sa source dans la Haute-Garonne, vers 350 mètres d'altitude, sur la commune de Latrape, au nord du village de Latrape. Selon le Géoportail, il porte également le nom de l'Eau Donne dans sa partie amont, entre les communes de Latrape et Rieux-Volvestre.
Il conflue en rive droite de la Garonne, vers 185 mètres d'altitude, au nord du village de Marquefave, au lieu-dit la Grave.
Son cours va du sud-est vers le nord-ouest. Sa longueur est de 10,8 kilomètres.

### Département et communes traversés
À l'intérieur du département de la Haute-Garonne, l'Eaudonne arrose cinq communes, soit d'amont vers l'aval :
Latrape (source), Rieux-Volvestre, Carbonne, Lacaugne, Marquefave (confluence)

### Affluents
L'Eaudonne compte six courts affluents répertoriés par le Sandre.